# Hrabîci, Colomeea
Hrabîci (în ucraineană Грабич) este un sat în așezarea urbană Otînia din raionul Colomeea, regiunea Ivano-Frankivsk, Ucraina.

## Demografie
Componența lingvistică a localității Hrabîci
     Ucraineană (99,66%)
     Alte limbi (0,34%)
Conform recensământului din 2001, majoritatea populației localității Hrabîci era vorbitoare de ucraineană (99,66%), existând în minoritate și vorbitori de alte limbi.